# سياسات الصناعة الخضراء
سياسات الصناعة الخضراء، سياسات حكومية إستراتيجية، تحاول تسريع تطوير الصناعات الخضراء وإنماءها، للانتقال إلى اقتصاد منخفض الكربون. تعدّ سياسة الصناعية الخضراء ضرورية، إذ تواجه الصناعات الخضراء مثل الطاقة المتجددة والبنية التحتية للنقل العام منخفضة الكربون، تكاليف عالية ومخاطر عديدة فيما يتعلق باقتصاد السوق، لذا تحتاج إلى دعم من القطاع العام في شكل سياسة صناعية حتى تصبح قادرة الاستمرار تجاريًا. ينبه علماء الطبيعة إلى ضرورة اتخاذ إجراءات فورية لخفض انبعاثات غازات الاحتباس الحراري والتخفيف من آثار التغير المناخي. يجادل علماء الاجتماع بأن التخفيف من آثار التغير المناخي يتطلب تدخل الدولة وإصلاح الحكم، لذا تستخدم الحكومات سياسات الصناعة الخضراء لمعالجة القضايا الاقتصادية والسياسية والبيئية المرتبطة بالتغير المناخي. تفضي سياسات الصناعة الخضراء إلى التحول الاقتصادي والمؤسساتي والتكنولوجي المستدام، إذ تتجاوز الهيكل الاقتصادي للسوق الحرة لمعالجة إخفاقات السوق ومشاكل الالتزام التي تعيق الاستثمار المستدام. تبني سياسات الصناعة الخضراء الفعالة دعمًا سياسيًا لتنظيم الكربون، وهو أمر ضروري للانتقال نحو اقتصاد منخفض الكربون. تستخدم العديد من الحكومات أنماطًا مختلفة من سياسات الصناعة الخضراء، والتي تؤدي إلى نتائج مختلفة.
تتشابه سياسات الصناعة الخضراء والسياسات الصناعية، رغم أن لسياسات الصناعة الخضراء تحديات وأهداف فريدة. تواجه سياسات الصناعة الخضراء تحدٍّ خاص يتمثل في التوفيق بين القضايا البيئية والاقتصادية. تكاد لا تتيقن هذه السياسات بشأن ربحية الاستثمار الأخضر، وتعالج علاوة على ذلك إحجام الصناعة عن الاستثمار في التنمية الخضراء، وتساعد الحكومات الحالية على التأثير في سياسات المناخ المستقبلية.
توفر سياسات الصناعة الخضراء فرصًا للتحول إلى مصادر الطاقة المتجددة واقتصاد منخفض الكربون. يتمثل التحدي الكبير لسياسات المناخ في الافتقار إلى الصناعة والدعم العام، إلا أن سياسات الصناعة الخضراء تخلق فوائد تجذب الدعم للاستدامة. يمكن أن تنشئ إدارة متخصصة إستراتيجية وتولد «دوامة خضراء» أو عملية تغذية راجعة تجمع بين المصالح الصناعية وسياسات المناخ. تؤمن سياسات الصناعة الخضراء الحماية للموظفين في الصناعات الناشئة والمتدهورة، مما يزيد الدعم السياسي لسياسات المناخ الأخرى. لدى كل من تسعير الكربون، وتحولات الطاقة المستدامة، والانخفاض في انبعاثات غازات الاحتباس الحراري، فرصًا أكبر للنجاح مع زيادة الدعم السياسي. تواجه سياسات الصناعة الخضراء العديد من المخاطر التي تشمل: الخيارات الحكومية السيئة حول الصناعات التي يجب دعمها، والسيطرة السياسية على السياسات الاقتصادية، وهدر الموارد، والإجراءات غير الفعالة لمكافحة التغير المناخي، وتصميم السياسات رديء الذي يفتقر إلى أهداف سياسية واستراتيجيات انسحاب، وكذلك النزاعات التجارية، وفشل التنسيق. يمكن اتخاذ خطوات إستراتيجية لإدارة مخاطر سياسات الصناعة الخضراء، وتشمل بعضها: التواصل بين القطاعين العام والخاص، والشفافية والمساءلة، وسياسة ذات أهداف واضحة، وتقنيات التقييم، واستراتيجيات الانسحاب، وتعلم السياسات وتجريبها، وإدارة الإيجار الأخضر، والمؤسسات القوية والصحافة الحرة.
تستخدم الحكومات في مختلف البلدان والولايات والمقاطعات والأقاليم والمدن أنواعًا مختلفة من سياسات الصناعة الخضراء. تؤدي أدوات السياسة المتميزة إلى العديد من النتائج. تشمل الأمثلة سياسات الشروق والغروب، والدعم الحكومي، والبحث والتطوير، ومتطلبات المحتوى المحلي، وتعريفات التغذية، والإعفاءات الضريبية، وقيود التصدير، وتفويضات المستهلكين، وقواعد المشتريات العامة الخضراء، ومعايير حافظة الطاقة المتجددة.

## مقارنة مع السياسات الصناعية
تتشابه سياسة الصناعة الخضراء والسياسة الصناعية، إذ تسعى كلتاهما إلى تعزيز تنمية الصناعات وابتكار تكنولوجيا جديدة. يتضمن كل نهج أيضًا تدخل الحكومة في الاقتصاد لمعالجة القضايا الاقتصادية وإخفاقات السوق. تستخدمان نُهج سياسية متشابهة، مثل دعم البحث والتطوير والإعفاءات الضريبية، كما تواجهان مخاطر مماثلة، مثل فشل التطبيق الذي يحدث عندما تفشل الحكومة في مراقبة السياسة بشكل مناسب. ترتبط السياستان ببعضهما، إذ يمكن لصانعي السياسات استخدام المعلومات من السياسات الصناعية السابقة عند تصميم سياسات الصناعة الخضراء وتطبيقها. يمكن لواضعي السياسات تطبيق تعليم السياسات والدروس المستفادة من إخفاقات السياسات الصناعية ونجاحاتها، في سياسات الصناعة الخضراء لتقليل مخاطرها. من الدروس المهمة المستفادة من السياسات الصناعية أن ما يصلح لمنطقة ما لن ينجح بالضرورة مع منطقة أخرى، لذلك لا يمكن لصانعي السياسات تبنّي سياسة مباشرة من منطقة مختلفة لأنه يجب التعامل مع السياق المحلي للمنطقة لضمان النجاح. هناك العديد من القواسم المشتركة بين النهجين عمومًا.
تختلف سياسات الصناعة الخضراء اختلافًا كبيرًا عن السياسات الصناعية لأنها تعالج المسائل البيئية، بينما لا تقوم السياسات الصناعية بذلك. يركز الاقتصاد الحالي على المنافع الخاصة، مثل الربح الفوري، بدلاً من الفوائد الاجتماعية مثل الحد من التلوث. تحجم الشركات عن الاستثمار الأخضر، لكون فوائده الخاصة أقل من فوائده الاجتماعية، فسياسات الصناعة الخضراء متورطة بمشكلة الالتزام المتمثلة في أن ربحية الاستثمار الأخضر غير مؤكدة إلى حد كبير. تستخدم الحكومات نتيجة لذلك، سياسات الصناعة الخضراء لتعزيز الاستثمارات الخضراء. يتوقف نجاح السياسة البيئية في المستقبل، مثل سياسة ضرائب الكربون، على التوفر المستقبلي للطاقة المتجددة. يعد الاستثمار الحالي الطريقة الوحيدة لضمان التوافر المستقبلي، وتعالج سياسات الصناعة الخضراء هذه الحقيقة، كما ستسهل التكنولوجيا الخضراء التي تتسم بالفعالية وسهولة الوصول إليها تبنّي سياسات مستقبلية منخفضة الكربون، لذلك يعتمد الانتقال إلى اقتصاد منخفض الكربون على الاستثمار الحالي، وعلى هذا النحو، يعتمد أيضًا على سياسات الصناعة الخضراء.

## المخاطر
يعترف كل من مؤيدي سياسات الصناعة الخضراء والمشككين فيها، بأنها تنطوي على مخاطر عديدة. تشير الحجج ضد سياسات الصناعة الخضراء إلى أن الحكومات لا يمكنها اتخاذ خيارات عملية بشأن الشركات أو الصناعات التي يجب دعمها، لذا ستؤدي إلى أخطاء وهدر في الموارد القيمة. تثير سياسات الصناعة الخضراء أيضًا مخاوفًا بشأن البحث عن الريع والهيمنة التنظيمية. يمكن أن يؤدي التدخل الحكومي في الأسواق إلى سلوك السعي إلى الريع- أو التلاعب بالسياسة لزيادة الأرباح- ومن ثم تصبح سياسات الصناعة الخضراء مدفوعة بمخاوف سياسية وليست اقتصادية. تميل الإعانات بشكل خاص إلى السعي وراء الريع لأن المصالح الخاصة قد تضغط بشدة للحفاظ على الإعانات، حتى عندما لا تكون هناك حاجة إليها، في حين يمتلك دافعو الضرائب الذين قد يرغبون في إلغاء الإعانات موارد أقل لممارسة الضغط.
تؤدي الهيمنة السياسية على السياسة الاقتصادية إلى الإحجام عن التخلي عن سياسة فاشلة أو مكلفة، وإذا حدث البحث عن الريع، فلا بد أن تكون السياسة غير فعالة، مما يؤدي إلى إهدار الموارد. يمكن أن يؤدي تصميم السياسات غير الملائم أيضًا إلى فشل سياسات الصناعة الخضراء. يُحتمل أن تفشل سياسات الصناعة الخضراء، إذا لم تمتلك أهدافًا واضحة ومعاييرًا لقياس النجاح ورصدًا دقيقًا واستراتيجيات انسحاب، مثلما حدث عندما مولت الحكومة الأمريكية جزئيًا شركة سولايندرا، التي تعمل في مجال كفاءة الطاقة في كاليفورنيا في الولايات المتحدة، إذ جاء التمويل من سياسة سيئة التخطيط، وشهدت هيمنة سياسية، مما أدى إلى فشلها.
يجادل المشككون في سياسات الصناعة الخضراء بأنها تشكل إجراءات غير فعالة للتصدي للتغير المناخي، بصفتها إجراء غير فوري.
تشكل النزاعات التجارية خطرًا آخر، لأن سياسات الصناعة الخضراء شكلت مثالًا جديدًا من النزاعات التجارية والبيئية داخل منظمة التجارة العالمية، إذ سببت السياسات التي تتطلب محتوى محلي العديد من النزاعات التجارية.
يعد فشل التنسيق خطرًا كبيرًا، إذ يتطلب الابتكار الأخضر تنسيقًا بين الوكالات، وبين القطاعات، وبين القطاعين العام والخاص، الذي قد يصعب إنتاجه ويتطلب مؤسسات قوية. تواجه سياسات الصناعة الخضراء العديد من المشكلات المحتملة، لكنها تمتلك في المقابل العديد من الأساليب للتعامل مع هذه المخاطر.